# Phanoperla limosa
Phanoperla limosa är en bäcksländeart som först beskrevs av Hagen 1858.  Phanoperla limosa ingår i släktet Phanoperla och familjen jättebäcksländor. Inga underarter finns listade i Catalogue of Life.